# Sapas Mons
Il Sapas Mons è una struttura geologica della superficie di Venere.